# Ганс-Пауль Ляйтгойзер
Ганс-Пауль Ляйтгойзер (нім. Hans-Paul Leithäuser; 25 червня 1895, Вупперталь, Німецька імперія — 22 липня 1943, на південь від острова Корфу, Греція) — німецький військово-морський діяч, контрадмірал крігсмаріне (1 липня 1943).

## Біографія
1 квітня 1914 року вступив на флот. Пройшов підготовку у військово-морському училищі в Мюрвіку (1916), на важких крейсерах «Герта» та «Імператриця Августа» і лінійному кораблі «Сілезія». У 1916-17 олках служив на лінійних кораблях, в 1917-18 роках — на міноносці Т-128. У 1918-19 роках командував мінним тральщиком М-100. З 20 березня 1921 року — офіцер Адмірал-штабу в штабі командувача морськими силами на Балтиці, з 9 липня 1921 року — радіоофіцер на лінійному кораблі «Ганновер». 16 жовтня 1923 року переведений в розпорядження начальника Морського керівництва і спрямований для навчання у Вищу технічну школу в Берліні. З 18 серпня 1924 року — інструктор морського артилерійського училища, з 5 лютого 1929 року — артилерійський офіцер на крейсері «Амазон», з 6 листопада 1929 року — «Карлсруе». 19 грудня 1930 року переведений у Відділ озброєнь Морського керівництва начальником відділу, з 13 жовтня 1934 року — радник, з 24 серпня 1936 року — директор випробувального командування морської артилерії, неодноразово виконував обов'язки її президента. З 31 жовтня 1938 року — командир артилерійського навчального корабля «Бруммер». 29 листопада 1939 року очолив Відділ контролю артилерійського вогню Головного управління озброєнь ОКМ. З 15 березня 1943 року — комендант морської оборони Аттики. Загинув в авіакатастрофі.

## Нагороди
- Залізний хрест 2-го і 1-го класу
- Почесний хрест ветерана війни з мечами
- Медаль «За вислугу років у Вермахті» 4-го, 3-го, 2-го і 1-го класу (25 років)
- Хрест Воєнних заслуг 2-го і 1-го класу з мечами